# Somos (banda)
Somos es una banda de rock estadounidense de Boston, Massachusetts. Somos destaca por sus mezclas de sonido Punk, Emo e Indie con guitarras sollozantes.

## Historia
Somos comenzó en julio de 2012, cuando autopublicaron un demo titulado "Demo 2012".
El 25 de marzo de 2014, Somos lanzó su primer álbum de larga duración tituladoTemple of Plenty a través de Tiny Engines. El 4 de noviembre de 2014, Somos lanzado un split con la banda Sorority Noise a través de Bad Timing Records. 
El 24 de febrero de 2015, Somos y Have Mercy lanzaron un split a través No Sleep Records. El 30 de noviembre de 2015, Somos anunció que han firmado con Hopeless Records con planes de lanzar su segundo álbum de larga duración en algún momento 2016. 
El 19 de febrero la banda lanzó su segundo álbum de estudio titulado "First Day Back", el álbum fue publicado mediante Hopeless en su página de YouTube.
El 29 de diciembre de 2016, Somos anunció a través de su Instagram que se tomarían un descanso indefinido, pero prometió a los fanáticos que no era un final permanente para la banda.
El 22 de agosto de 2017, Somos regresó con el lanzamiento del sencillo "Strangers On the Train". 
El 10 de agosto de 2019, murió el miembro fundador de la banda, Phil Haggerty. 
El tercer álbum de Somos, Prison On A Hill, fue lanzado el 30 de agosto de 2019 en Tiny Engines Records y alcanzó el puesto 18 en las listas de música alternativa de Billboard.

## Miembros
Miembros actuales
- Michael Fiorentino- Voz y Bajo [
- Phil Haggerty - Guitarra líder
- Justin Hahn  - Guitarra rítmica
- Evan Deges  - Batería

## Discografía

### Álbumes de estudio
- Temple of Plenty (2014, Tiny Engines)
- First Day Back (2016, Hopeless Records)
- Prison On A Hilll (2019, Tiny Engines)

### EP
- Somos/Sorority Noise (2014, Bad Timing Records)
- Somos/Have Mercy (2015, No Sleep Records)

### Demos
Demo 2012 (2012, Autolanzamiento Independiente)
Sencillos
- Eternal Yesterday/Downpour (2016, Hopeless Records)
- Strangers On The Train (2017, Hopeless Records)
- Permanently Lost (2017, Hopeless Records)
- Mediterranean (2019, Tiny Engines Records)
- My Way To You (2019, Tiny Engines Records)

- Datos: Q19564429